# Local Government Act 1888
Il Local Government Act 1888 (51 e 52 Vict. c.41) era una legge del Parlamento del Regno Unito che istituiva i consigli di contea e i consigli di distretto di contea in Inghilterra e Galles. È entrato in vigore il 1 aprile 1889, ad eccezione della Contea di Londra, che è stata istituita il 21 marzo su richiesta del London County Council. La legge fu il modello per il Local Government (Scotland) Act 1889, approvato l'anno successivo.

## Premesse
Nella seconda metà dell'Ottocento il governo inglese si trovò costretto a razionalizzare il complesso sistema di governo locale, dovuto alla sovrapposizione di circoscrizioni e di competenze tra contee, città ed unioni (unions). l'ostacolo maggiore che si dovette affrontare nel tentativo di risolvere la questione delle circoscrizioni fu di ordine finanziario: una riforma di ampio respiro delle strutture del governo locale non sarebbe stata possibile senza un significativo aumento delle sovvenzioni alle autorità locali.
Giunti agli ultimi decenni del secolo, il governo non poté più a lungo esimersi da un'opera di riforma. Innanzitutto era divenuto chiaro che la forza parlamentare dei contribuenti locali - particolarmente di quelli legati alla proprietà terriera - era sufficiente a bloccare qualsiasi tentativo di imporre nuovi compiti alle autorità locali senza un aumento delle sovvenzioni; d'altra parte, il governo centrale esitava a concedere quelle sovvenzioni, se non fosse prima aumentata l'efficienza e la controllabilità del governo locale. La riforma di quest'ultimo dunque divenne la conditio sine qua non di ogni ulteriore legislazione di politica interna.

## La riforma
Il Local Government Act, approvato dal parlamento nel 1888, aveva come scopo principale quello di dar vita, nelle contee, a governi rappresentativi e responsabili, sulla base dello stesso suffragio stabilito per le corporazioni municipali. Consigli elettivi avrebbero dunque dovuto sostituire i giudici di pace non elettivi. Questi erano di solito gentiluomini di campagna benestanti e proprietari terrieri, i quali, in assenza di un'autorità rappresentativa dell'intera contea, avevano gradualmente acquisito funzioni amministrative, in ordine, per esempio, alle grandi vie, ai ponti, ai manicomi ecc. La legge fu politicamente necessaria, non solo per dotare di più larga legittimazione il governo di contea, ma anche come risposta all'insistente richiesta dell'ala democratica del partito conservatore, la quale si riteneva svolgesse un ruolo cruciale all'interno della coalizione di governo guidata dal primo ministro Salisbury.
Uno dei punti più controversi della proposta di legge portata dinnanzi al parlamento era la relazione tra i nuovi consigli di contea a carattere rappresentativo, i county councils, ed i consigli di 'borgo', i borough councils. Il progetto proponeva che solo i municipi grandissimi, quelli con popolazione superiore ai 150.000 abitanti, dovessero essere sottratti alla giurisdizione delle contee. Com'era da prevedersi, tuttavia, l'Associazione delle corporazioni municipali (Association of Municipal Corporations, AMC) combatté aspramente l'idea che le città venissero subordinate ai consigli di contea, dominati da interessi rurali. Dopo intensi negoziati e non pochi calcoli da parte dei partiti politici, venne finalmente concesso che tutti i municipi con popolazione superiore ai cinquantamila abitanti - e quattro antichi municipi più piccoli - divenissero 'borghi' di contea (county boroughs) ed esercitassero perciò le funzioni sia del 'borgo' che della contea, restando così indipendenti dalla contea nella quale erano situati. Si istituì una commissione sulle circoscrizioni che desse assetto razionale al territorio delle nuove contee; le quali, a loro volta, furono dotate delle competenze necessarie a razionalizzare, nell'ambito della loro giurisdizione, i confini delle unioni e delle parrocchie (ma non delle città).

## Sviluppi successivi
I progetti di legge che nei primi anni '80 già prevedevano consigli di contea di distretto elettivi avevano dato per scontato che sarebbero stati quei consigli ad incaricarsi dell'esecuzione della legge sui poveri e che gli organismi ad hoc previsti da quella legge (poor law authorities) sarebbero stati aboliti. Tuttavia queste proposte furono lasciate cadere nel 1888, in parte per tranquillizzare i Whigs di inclinazione conservatrice presenti nel governo Salisbury, preoccupati di un'applicazione eccessivamente democratica della poor law, in parte per attenuare la controversia sul progetto di legge sul governo locale, che si sarebbe dovuto far approvare in parlamento articolo per articolo. Alla stessa maniera non furono prese troppo sul serio le proposte di trasferire l'istruzione dagli School Boards alle contee, nel timore di attizzare attorno al provvedimento una controversia ancora maggiore da parte - questa volta - degli interessi religiosi. Insomma, le leggi del 1888 e del 1894 non fecero scomparire le amministrazioni speciali per l'assistenza ai poveri e per l'istruzione. Quest'ultima tuttavia fu assegnata infine alle contee ed ai 'borghi' di contea nel 1902, divenendo la voce di gran lunga più importante dei loro bilanci.
Perché avvenisse un'analoga assegnazione delle funzioni svolte dalle poor law authorities si dovette attendere sino al 1929, nonostante nel frattempo fosse divenuto del tutto evidente che quelle funzioni costituivano in gran parte un doppione dei servizi sanitari, educativi c sociali che soprattutto le città più grandi andavano rapidamente sviluppando. L'abolizione delle poor law authorities venne fortemente raccomandata, nel 1909, dalle relazioni di maggioranza e di minoranza della Royal Commission on the Poor Laws e veniva caldamente sostenuta da molti funzionari governativi. Essa venne tuttavia rinviata, in parte perché gli sforzi di riforma sociale del governo liberale dell'anteguerra erano rivolti altrove ed in parte perché mancava il tempo per far approvare dal parlamento una misura destinata ad essere duramente osteggiata dagli organismi che pretendeva di abolire e da molti parlamentari. Infine, il fattore decisivo fu probabilmente che i county councils ed i county boroughs erano divenuti indisponibili (ed in molti casi, verisimilmente, incapaci) ad assumere ulteriori responsabilità senza una radicale riforma dei rapporti finanziari tra governo locale e centrale. Il fatto che Lloyd George non riuscisse, nel 1914, a fare accogliere (quello che venne considerato) un «expropriatory budget», capace di rastrellare il reddito necessario a finanziare un nuovo sistema di sovvenzioni testimonia che la questione, allo scoppio della prima guerra mondiale, non era ancora stata risolta.
Fu solo nel 1929 che, in gran parte per merito dell'impegno personale di Neville Chamberlain quale ministro della sanità, si dette pratica risoluzione alla questione finanziaria e le poor law authorities vennero abolite. Un'unica sovvenzione per tutti i servizi sostituì le sovvenzioni ad hoc, introdotte sin dal 1830, con le quali il governo centrale aveva contribuito al finanziamento di particolari servizi locali ritenuti d'importanza nazionale. Si inaugurò così un sistema secondo il quale, per la prima volta, il sostegno finanziario del governo centrale non veniva allocato secondo la propensione alla spesa dimostrata in passato da un'amministrazione, ma in base alla sua esigenza attuale di spesa (misurata, per esempio, secondo il tasso di disoccupazione o la quota di infanzia nella popolazione) ed in base alla scarsezza delle risorse a sua disposizione (misurata sul gettito fiscale). Tuttavia l'uso di contributi speciali per l'istruzione, la polizia, l'edilizia e le principali vie di comunicazioni non cessò del tutto ed in pratica i contributi speciali tornarono ad introdursi nel sistema, soprattutto per le maggiori possibilità di controllo che essi offrivano al governo centrale. Di conseguenza, nel 1958, si dovette di nuovo procedere a metter ordine nei rapporti finanziari tra governo centrale e governo locale.
Nell'arco di tempo compreso tra il Local Government Act del 1888 e gli anni '20 del Novecento, l'assetto realizzato dal provvedimento di legge in materia di relazioni tra contee e 'borghi' di contea fu radicalmente destabilizzato dalla crescita d'importanza dei secondi. In, un'età in cui aumentava la consapevolezza politica dei problemi sociali delle città e la concezione dei compiti propri del governo locale diveniva più ampia, era proprio tra i county boroughs che facilmente si trovavano le amministrazioni più innovative ed 'espansioniste'. Proprio queste ragioni, tuttavia, e la crescita demografica di città ed aree suburbane produssero effetti destabilizzanti. Tra il 1888 ed il 1922, i county boroughs passarono da 61 a 82; 60 richiesero con successo una estensione dei propri confini e le contee persero a loro favore più di 140.000 ettari di terreno, tre milioni di abitanti ed un patrimonio imponibile di quattordici milioni e mezzo di sterline. Peraltro questi mutamenti si concentrarono nelle contee urbane attorno alle conurbazioni di Yorkshire, West Midlands, Galles meridionale e Tyneside; ventisette contee persero un quinto del loro patrimonio imponibile.
A questo proposito, la County Councils Association, rappresentante le contee del paese, continuò ad esprimere negli anni immediatamente prima della guerra, il proprio allarme e, dopo il 1918, una raffica di richieste di estensione dei propri confini da parte di county boroughs suscitò nuove proteste. Il governo rispose costituendo una commissione reale, presieduta da Lord Onslow. Tale commissione raccomandò che la soglia di popolazione per la costituzione di nuovi 'borghi "di contea fosse elevata al 75.000 abitanti e che gli ampliamenti di circoscrizione che sollevassero opposizioni non potessero più essere autorizzati - secondo quanto stabiliva la legge del 1888 - con decreto del competente dipartimento governativo, ma si dovessero invece ottenere dal parlamento, attraverso un private bill.
Queste modifiche furono infatti tradotte in legge nel 1926, con la conseguenza pratica che non furono più istituiti county boroughs e che l'espansione di quelli esistenti fu severamente limitata. Un processo simile si verificò a livello di consiglio di distretto (district council) in ordine al numero ed al dimensionamento dei distretti urbani, che avevano anch'essi, fino agli anni '20, sottratto risorse ai distretti rurali. Ne conseguì ovviamente che, da quel momento in poi, le circoscrizioni risultarono sempre più sfasate rispetto allo sviluppo degli insediamenti e delle attività economiche sul territorio. Ma l'assenza di una riforma radicale del governo locale, si prolungò sino al 1972 e, date queste circostanze, null'altro, probabilmente, v'era da fare se non tentare di tenere in vita sia le contee che i "borghi' di contea, equilibrando i loro interessi. Cionondimeno, dagli anni 30 in avanti, numerosi studiosi del governo locale inglese, soprattutto quelli di sinistra, favorevoli ad un più pronunciato ruolo economico e sociale delle amministrazioni locali, espressero con forza l'opinione che, se si voleva mantenere un sistema di governo locale, che fosse vitale, v'era urgente bisogno di un'integrazione della città, delle aree suburbane e della campagna.

## I consigli di contea
I consigli erano soggetti a elezioni triennali, la prima nel gennaio 1889. I consigli di contea eletti nel 1889 erano conosciuti come consigli "provvisori" fino a quando non entrarono in carica il 1 aprile. Ogni contea amministrativa era divisa in circoscrizioni elettorali, ognuna delle quali eleggeva un singolo consigliere. Dopo l'elezione, i consiglieri di contea eleggevano gli assessori di contea, con un assessore ogni tre consiglieri. Il London County Council aveva una costituzione diversa, con due consiglieri eletti per ogni circoscrizione parlamentare nella contea, e un rapporto di un assessore ogni sei consiglieri. I consiglieri sceglievano un presidente e un vicepresidente, che avevano un mandato di un anno, anche se potevano essere riconfermati.

### Poteri
I poteri e le responsabilità trasferiti dalle sessioni trimestrali ai consigli erano stati enumerati nella Local Government Act 1888. Questi includevano:
- Elaborazione e riscossione delle tariffe
- Prestito di denaro
- Passaggio dei conti della contea
- Manutenzione e costruzione di edifici della contea
- Licenza di luoghi di spettacolo e di ippodromi
- Istituzione e mantenimento di scuole di riforma e industriali
- Riparazione di strade e ponti della contea
- Nomina, licenziamento e determinazione degli stipendi dei funzionari di contea
- Divisione della contea in circoscrizioni elettorali per le elezioni parlamentari e fornitura di seggi elettorali
- Controllo delle malattie contagiose negli animali e degli insetti distruttivi
- Tutela della fauna ittica e controllo degli uccelli selvatici
- Pesi e misure